# (4952) Kibeshigemaro
(4952) Kibeshigemaro (1990 FC1) – planetoida z pasa głównego asteroid okrążająca Słońce w ciągu 5,62 lat w średniej odległości 3,16 j.a. Odkryta 26 marca 1990 roku.